# Волица-Лобачовская
Волица-Лобачовская (укр. Волиця-Лобачівська) — село в Берестечковской городской общине Луцкого района Волынской области Украины.
До 2020 года входило в Гороховский район.
Код КОАТУУ — 0720883202. Население по переписи 2001 года составляет 322 человека. Почтовый индекс — 45760. Телефонный код — 3379. Занимает площадь 5,986 км².